# 엘리신 케이

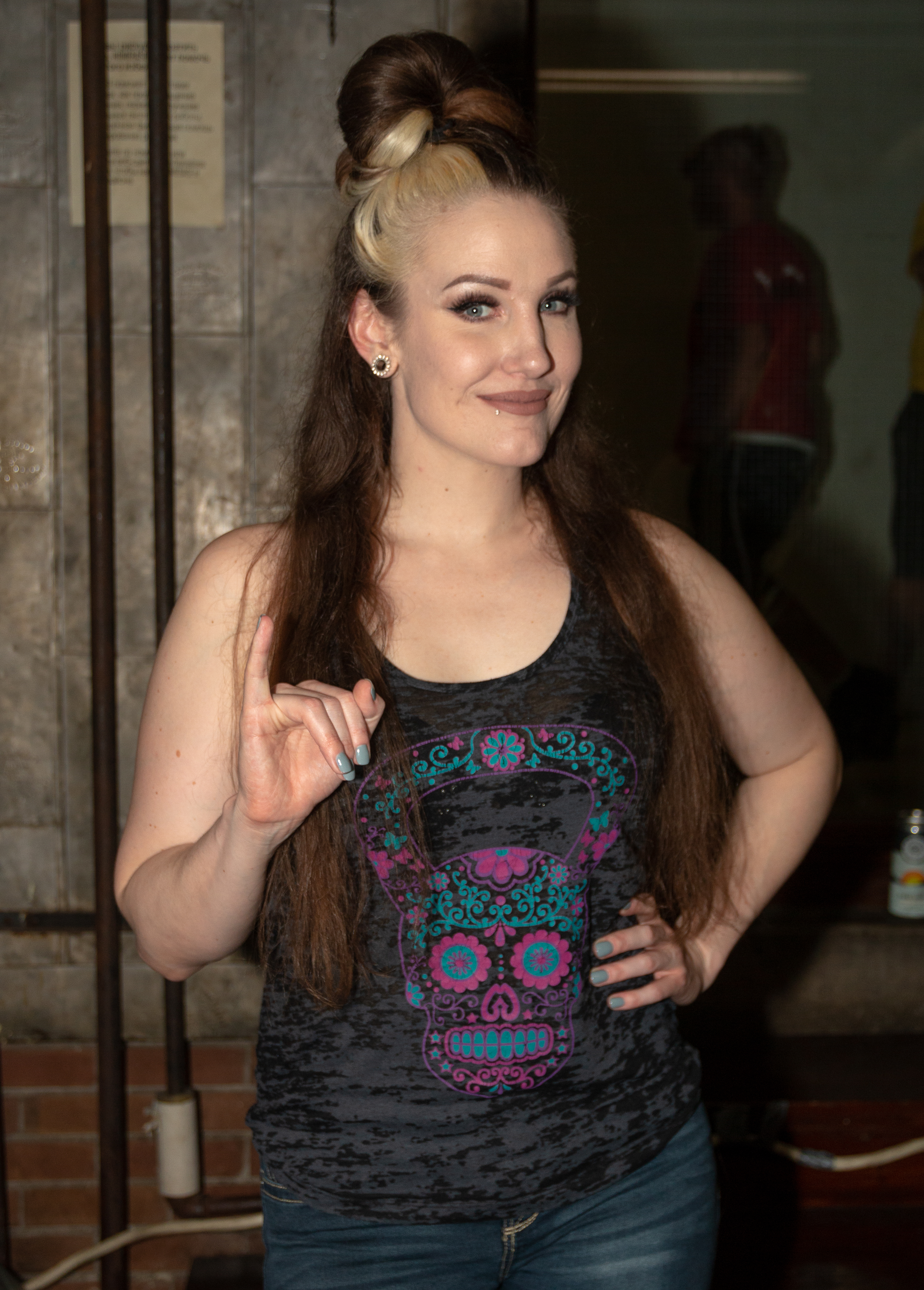
엘리신 케이 (2018년)

시에나(Sienna, 1988년 11월 5일 ~ )미국의 여자 프로레슬링선수다. 본명은 알리신 케이(Allysin Kay)라고 한다. 키는 177cm(5 ft 10 in)에다가 몸무게는 68kg(150 lb)이다. 2008년 프로레슬링 입문으로 그가 본명이 알리신 케이(Allysin Kay)라는 가지고 있고 TNA/임팩트 레슬링 링네임이 시에나(Sienna)라는 가지고 있다가 WWE 링네임이 알리신 케이(Allysin Kay)라는 사용을 한다. 피니쉬는 에이케이사칠(싯아웃 요코스카 커터), 컷-쓰로트(오버헤드 사이토 수플렉스), 모디파이드 고고플라타 라고 하는데 언더테이커하고 비슷한 피니쉬 기술이다. 그리고 사이렌서(런닝 숄더 블록)로 사용을 한다.

## Professional wrestling highlights
- Finishing moves
  - AK47 (Sitout yokosuka cutter)
  - Cut-Throat (Overhead saito suplex)
  - Guillotine choke
  - Modified gogoplata
  - Silencer (Running shoulder block)
- Signature moves
  - Discus from Detroit (Spinning lariat)
  - German suplex
  - Modified camel clutch
  - Multiple kick variations
    - High
    - Running bicycle
    - Spinning big boot

  - Multiple slam variations
    - Fallaway
    - Jumping neckbreaker
    - Spinning body

  - Running body avalanche to a cornered opponent
  - Samoan drop
  - Small package pin
  - Straight jacket
  - Wheelbarrow suplex
- Managers
  - Allie
  - April Hunter
  - Maria
- Wrestlers managed
  - KM
- Nicknames
  - "AK47"
  - "Mount Crush"
- Entrance themes
  - "Forever in My Dreams" by Two Steps from Hell (TNA/Impact Wrestling; 2016-2017; used as a member of the Lady Squad)
  - "Anvil" by Dale Oliver (Impact Wrestling; 2017-2018)
  - "The Empress" by Sstaria (NWA; 2019-2020)

## 수상
- AAW 위민스 챔피언 (1회)
- AIW 위민스 챔피언 (1회)
- NWA 월드 위민스 챔피언 (1회)
- NWA 월드 위민스 태그팀 챔피언 (1회) - 마티 벨
- NWA 월드 위민스 태그팀 챔피언 토너먼트 (2021)
- 랭크드 넘버 8 오브 더 탑 50 피멜 레슬링 인 더 PWI 피멜 50 인 2017
- 샤인 챔피언 (2회)
- 샤인 태그팀 챔피언 (1회) - 마티 벨
- 샤인 챔피언 토너먼트 (2018)
- GFW 위민스 챔피언 (1회)
- TNA/임팩트 넉아웃 챔피언 (2회)
- WSU 태그팀 챔피언 (1회) - 새시 스테피